# ولسوالی قادس
قادس یکی از وُلُسوالی‌های ولایت بادغیس در شمال باختری افغانستان است. جمعیت آن در سال ۱۳۹۸ هجری خورشیدی، ۱۰۱٬۰۶۲ نفر اعلام شده است. ولسوالی قادس در بخش جنوبی ولایت بادغیس، بین ولسوالی‌های جوند در شرق، قلعه‌نو در غرب، مقر و بالامرغاب در شمال قرار دارد. در جنوب ولایت هرات و پایتخت قادس است.
طایفه فیروزکوهی از مردم ایماق زمانی منطقه را اشغال کرده بودند.
قادس همچنین کانون زلزله ۲۰۲۲ افغانستان بود که ۲۸ کشته بر جای گذاشت.